# Човеколики мајмуни
Човеколики мајмуни (лат. Hominoidea — Хоминоиди) су група примата која укључује човека (лат. Homo sapiens — Хомо сапијенс) и његове најближе сроднике, који по свом изгледу, високој интелигенцији и сложеном социјалном животу веома подсећају на људе.
Човеколики мајмуни су грана мајмуна Старог света, безрепих симија (Simii) или антропоида, тј. усконосих мајмуна (Catarrhini), из реда примата. Аутохтони су у Африци и југоисточној Азији. Одликује их широки степен слободе покрета у раменском зглобу, што указује на утицај брахијације. Обухватају две главне гране: гибоне, мале мајмуне и хоминиде или велике мајмуне. У мале човеколике мајмуне (латински: Hylobatidae) се убрајају четири рода и шеснаест врста гибона, а међу њима су лар гибаона и сијаманга, који су аутохтони у југоисточној Азији. Претежно живе на дрвећу, а на тлу су двоножни. Они имају лакша тела и мање друштвене групе од великих мајмуна.
Hominidae су: орангутани, гориле, шимпанзе и људи. Данас постоје по две врсте родова орангутан: (Pongo) горила, шимпанзе (Pan) и једна постојећа врста у роду Homo (Homo sapiens). Представници ове суперфамилије су означени као хоминоиди, што не треба бркати са фамилијом хоминиди, нити подфамилијом хоминини. Неки од свих хоминоида се означавају и као безрепи мајмуни (енг. apes), при чему треба напоменути да се енглески назив односи само на ову групу, док се monkey односи на све репате мајмуне. Због тога, енглески назив „apes” може имати вишесмислено значење. Може бити синоним за назив „мајмун” или за било којег безрепог човеколиког примата. Тако је берберски (дивљи) макак, нека врста мајмуна, популарно назван „берберски мајмун” да се означи недостатак репа. Биолози су користили назив „мајмун” у значењу члана надпородице Hominoidea, а осим људи однедавно означава и све чланове надпородица Hominoidea, тако да „мајмун” (ape) постаје друга реч за „хоминоид”..
Осим горила и људи, хоминоиди су агилни пењачи на дрвећа. Њихова храна се најбоље може описати као фругиворорна и фоливорна, јер се састоји углавном од воћа, ораха, семена, укључујући и семе трава, а у неким случајевима и других животиња., било да лове или беру плодове са дрвећа (узгајање биљки је искључиво лудска способност), као и све друго што је доступно и лако сварљиво. Већина нељудских хоминоида су ретке или угрожене врсте. Главна опасност за већину угрожених врста је губитак тропских прашумских станишта, иако су још увек неке врсте и даље угрожене као ловне животиње.

## Терминологија
Дијаграм испод показује општеприхваћене еволуцијске односе Hominoidea, са групом под традиционалним називом „мајмуни” (обележено заградама).
„Човеколики мајмуни” су уобичајено подељени на „мале мајмуне” (гибони и сијаманг) и „велике мајмуне” (шимпанзе, гориле, орангутани и људи).

| Hominini | \| \| Људи (род ) \| \| \| \| \| \| Шимпанзе (род ) \| \| \| \| |
|          | \| \| Људи (род ) \| \| \| \| \| \| Шимпанзе (род ) \| \| \| \| |
|          | Гориле (род )                                                   |
|          |                                                                 |
|          | Људи (род )                                                     |
|          |                                                                 |
|          | Шимпанзе (род )                                                 |
|          |                                                                 |

|  | Људи (род )     |
|  |                 |
|  | Шимпанзе (род ) |
|  |                 |

| Hominini | \| \| Људи (род ) \| \| \| \| \| \| Шимпанзе (род ) \| \| \| \| |
|          | \| \| Људи (род ) \| \| \| \| \| \| Шимпанзе (род ) \| \| \| \| |
|          | Гориле (род )                                                   |
|          |                                                                 |
|          | Људи (род )                                                     |
|          |                                                                 |
|          | Шимпанзе (род )                                                 |
|          |                                                                 |

|  | Људи (род )     |
|  |                 |
|  | Шимпанзе (род ) |
|  |                 |

| Hominini | \| \| Људи (род ) \| \| \| \| \| \| Шимпанзе (род ) \| \| \| \| |
|          | \| \| Људи (род ) \| \| \| \| \| \| Шимпанзе (род ) \| \| \| \| |
|          | Гориле (род )                                                   |
|          |                                                                 |
|          | Људи (род )                                                     |
|          |                                                                 |
|          | Шимпанзе (род )                                                 |
|          |                                                                 |

|  | Људи (род )     |
|  |                 |
|  | Шимпанзе (род ) |
|  |                 |

| Hominini | \| \| Људи (род ) \| \| \| \| \| \| Шимпанзе (род ) \| \| \| \| |
|          | \| \| Људи (род ) \| \| \| \| \| \| Шимпанзе (род ) \| \| \| \| |
|          | Гориле (род )                                                   |
|          |                                                                 |
|          | Људи (род )                                                     |
|          |                                                                 |
|          | Шимпанзе (род )                                                 |
|          |                                                                 |

|  | Људи (род )     |
|  |                 |
|  | Шимпанзе (род ) |
|  |                 |

Укратко, постоје три заједничке употребе назива „мајмун” (енг. ape): небиолози који говоре енглески језик не разликују „monkey” и „ape”, или „ape” могу користити за било којег безрепог мајмуна или нељудског хоманоида, док биолози који говоре енглески обично користе назив „ape” за све нељудске хоминоиде, као што је горе приказано.

У последњих неколико година, биолози се приликом поделе ових врста углавном радије користе само монофилетске групе. Данашњи таксономи пажљивим проучавањем настоје да избегну полифилетске и парафилетске групе и таксоне, преквалификацијом њихових чланова у одговарајуће монофилетске таксоне и уважавајући само групе које обједињују све потомке најближег заједничког претка. У надпородици Hominoidea једна таква група се назива кладус. Неки стручњаци назив „човјеколиких мајмуна” приписују свим члановима надпородице Hominoidea. На пример (2005), Бентон је написао: 
„У мајмуне, hominoidea, данас спадају гибони, орангутани ... гориле, шимпанзе и људи ...”
 Група биолога традиционалиста, групу под називом „човеколики мајмуни” тада именују у „нељудске мајмуне”.

## Подела
Ова група обухвата две породице: мале човеколике мајмуне или гибоне (лат. Hylobatidae — Хилобатиди) и велике човеколике мајмуне (лат. Hominidae — Хоминиди). У групу човеколиких мајмуна убрајају се орангутани, гориле и шимпанзе.

## Станиште
Човеколики мајмуни живе на подручју западне и средишње Африке, широм јужне и југоисточне Азије, а најчешће у тропским кишним шумама.

## Исхрана
Углавном су биљоједи и хране се претежно плодовима, мада су неки и сваштоједи.

## Угроженост
Угрожава их губитак станишта, лов и ловокрађа. Човеколике мајмуне лове због коже и лобања, као и за потребе зоолошких вртова и за трговину кућним љубимцима. Шимпанзе су некада често служиле као огледне животиње у биомедицинским истраживањима.

## Грађа
Због скраћене кичме и релативно кратке и широке карлице, тежиште тела човеколиких мајмуна померено је надоле, што им олакшава усправно држање. Имају широки грудни кош, а дорзално постављене лопатице им омогућавају широк опсег покрета раменог зглоба. Горила, на пример, може да седи на тлу и да истовремено испружи руку у било ком смеру и дохвати одговарајућу грану. Човеколики мајмуни имају пљоснато лице, добро развијену вилицу, екстремитете прилагођене за прихватање предмета. Носни отвори су им смештени близу један другом и усмерени надоле.
Припадници групе човеколиких мајмуна спадају у животиње велике грађе. Орангутан је највећи арбореални сисар, док горила може бити тешка више од 200 килограма.

## Друштвене заједнице
Припадници породице гибона живе у моногамним паровима. Своју територију у крошњама обележавају гласном песмом, при чему мужјак и женка певају различите делове мелодије. Одрастао младунац то покушава сам, певајући гласно, све док не пронађе партнерку која би му се придружила.
Орангутан је једини припадник породице човеколиких мајмуна који живи појединачно. Одрастао мужјак брани територију дубоким, резонантним оглашавањем и полаже право на сваку женку која која крочи на његову територију. Остали припадници живе у друштвеним групама јасно одређене структуре. Неки орангутани у северном делу Суматре сами израђују једноставно оруђе које користе при исхрани и лову..
Гориле живе у групама од 5 до 10 животиња (понекад и 30). Група се састоји од неколико женки и доминантног мужјака са сребрастим леђима, а понекад и још једног или два таква мужјака, који су синови или млађа браћа доминантног мужјака.
Шимпанзе живе у заједницама од 20 до 150 јединки. Мада у групи постоји доминантан мужјак и друштвена хијерархија, свака животиња у заједницу долази слободно и исто тако из ње одлази. Хране су у малим подгрупама, чији се састав свакодневно мења. Шимпанзе у западној Африци врло често лове, при чему мужјаци заједнички лове више животиња истовремено. Младе шимпанзе се уче обичајима заједнице и начину употребе оруђа опонашањем старијих животиња. Употребљавају једноставно оруђе које понекад сами израђују.

## Интелигенција
Човеколики мајмуни су најинтелигентнији мајмуни. Истраживањем заробљених орангутана утврђено је да могу да реше веома сложене задатке, као што су састављање слагалица, употреба знаковног језика и препознавање симбола.

## Међусобна нега
Нега има важну улогу у заједницама човеколиких мајмуна, јер доприноси учвршћивању веза међу појединцима. На тај начин мужјаци обезбеђују подршку других животиња, за случај да њихов положај у групи буде доведен у питање.

## Галерија
- Шимпанза
- Бонобо шимпанза
- Pongo pugmaeus
- Борнејски орангутан
- Орангутан са Суматре
- Pongo orangutan
- Планинска горила
- Илустрација гориле
- Младунчад гориле
- N'Tami gorila
- Шимпанза Pan troglodytes
- Шимпанза у Зоолошком врту у Лајпцигу
- Шака одрасле шимпанзе
- Шимпанза
- Илустрација шимпанзи
- Мајка и младунче шимпанзе
- Мужјак орангутана
- Женка орангутана
- Храна орангутана
- Угроженост орангутана са Борнеа